# Lu Wenyu
Lu Wenyu (chiń. 陆文宇) – chińska architektka współprowadząca z mężem Wang Shu biuro Amateur Architecture Studio. 

## Życiorys

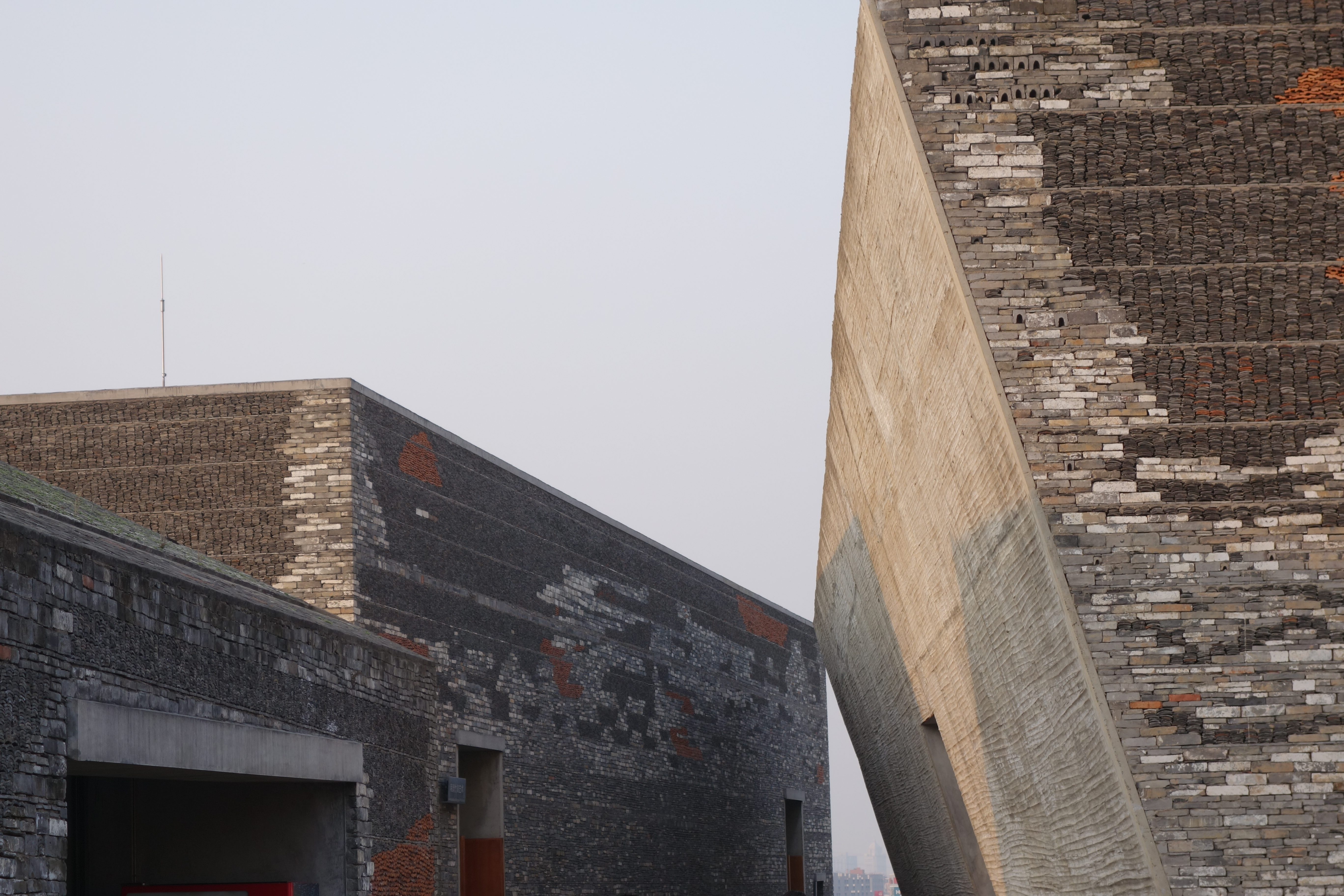
Widok na fragment Muzeum Historycznego w Ningbo

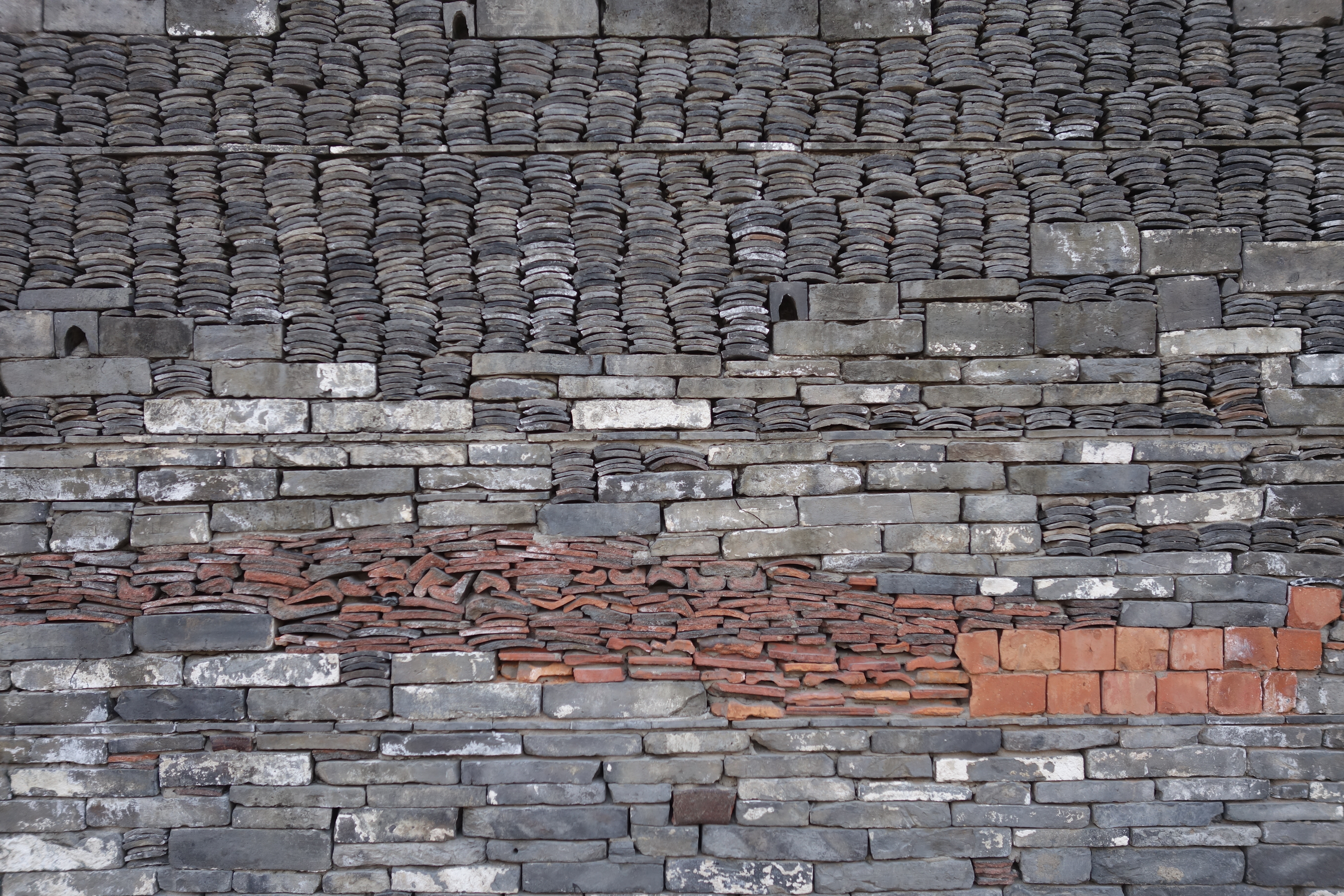
Detal ściany Muzeum Historycznego w Ningbo

Wychowała się w Urumczi. Nauczyła się rysunku u szkolnego nauczyciela, z doświadczeniem w pracy architekta, który zachęcił ją do studiowania architektury. Kształciła się na wydziale architektury w Nankinie, gdzie poznała przyszłego męża Wang Shu.
W 1997 roku wraz z mężem założyła w Hangzhou biuro architektoniczne Amateur Architecture Studio. Nazwa firmy nawiązuje do przekonania założycieli o ważnej roli rzemiosła w architekturze oraz do eksperymentalnego i spontanicznego ducha ich pracy, w kontrze do monumentalnej, „sprofesjonalizowanej i bezdusznej architektury współczesnej”. Filozofię biura sprowadzić można do hasła „dom, nie budynek”. W swoich projektach para wykorzystuje odzyskane surowce oraz tradycyjne materiały i techniki. Ich budowle zawierają nawiązania do historii Chin, jednocześnie odpowiadając współczesnym potrzebom. W pracy studia Lu Wenyu skupia się przede wszystkim na etapie realizacji, a jej mąż częściej zajmuje się projektowaniem. W ciągu lat, Lu Wenyu samodzielnie opanowała technikę układu tensegrity w drewnie, co wykorzystała m.in. przy rekonstrukcji odcinka ul. Zhongshan w centrum Hangzhou w 2006 roku i przy tworzeniu więźby dachowej na kampusie Xiangshan Chińskiej Akademii Sztuk Pięknych. 
Małżeństwo znane jest z twórczego wykorzystania ceglanych dachówek w budowlach. W projekcie Muzeum Historycznego w Ningbo żelbetowe ściany obłożono warstwami różnorodnych dachówek i cegieł w odcieniach koloru szarego, niebieskiego i pomarańczowego, nawiązując do tradycyjnej techniki budowania. Sam materiał pochodził z pozostałości wiosek, które znajdywały się wcześniej w tej przestrzeni. Z kolei ściany wewnętrznych dziedzińców zostały wyłożone drewnem, zgodnie z lokalną tradycją.
W 2006 roku para stworzyła pracę dla Międzynarodowego Biennale Architektury w Wenecji nazywaną ogrodem z dachówek. Konstrukcja składała się z ok. 60 tys. dachówek odzyskanych z budynków w okolicy, ułożonych w rzędach tworzących formę kobierca i z 5 tys. pasków z bambusa, z którego zbudowano m.in. kładki nad dachówkami. W 2014 roku małżeństwo znalazło się w gronie siedmiu międzynarodowych architektów, którzy zostali zaproszeni do zaprojektowania przystanków autobusowych w austriackiej wiosce Krumbach.
W 2010 roku małżeństwo otrzymało nagrodę architektoniczną im. Ericha Schellinga (Schelling-Architekturpreis). W 2014 roku jeden z budynków kampusu Xiangshan Chińskiej Akademii Sztuk Pięknych ich projektu znalazł się na liście finalistów Design of the Year (pol. „projekt roku”) utworzonej przez Design Museum w Londynie. W 2016 roku małżeństwo wygłosiło doroczny wykład o architekturze w Royal Academy of Arts.
W 2012 roku Wang Shu został wyróżniony Nagrodą Pritzkera, choć trzynaście z czternastu projektów, które podano w uzasadnieniu werdyktu było wspólną pracą małżeństwa. Decyzja jury o wyróżnieniu jedynie połowy architektonicznego duetu spotkała się z falą krytyki. Sam Wang Shu także podkreślił, że żaden z zaprojektowanych przez studio budynków nie mógłby powstać bez wspólnej pracy partnerów, a jego żona powinna była dostać nagrodę.
Około 2012 roku, przez kilka lat, Lu Wenyu prowadziła z mężem zajęcia na Harvard Graduate School of Design. Jest wykładowcą Chińskiej Akademii Sztuk Pięknych. Podczas zajęć na uczelni kładzie nacisk na rzemiosło i precyzję, wykorzystując historię chińskiej architektury jako punkt wyjściowy do nowych eksperymentów. Z tego względu prowadzi zajęcia praktyczne dla nowych studentów, na których uczy tradycyjnych technik rzemieślniczych, takich jak wykonywanie złącz ciesielskich, których korzenie sięgają czasów dynastii Song; studenci mają później za zadanie np. sami zrobić krzesło.
Ma syna.

## Wybrane realizacje studia
- biblioteka uniwersytecka w Suzhou (2000)[2]
- rekonstrukcja odcinka ul. Zhongshan w centrum Hangzhou (2006)[6]
- kampus Xiangshan Chińskiej Akademii Sztuk Pięknych (2002–2007)[6]
- Muzeum Historyczne w Ningbo (2005)[6]